# Eufeme (księżyc)
Eufeme (Jowisz LX) – mały księżyc Jowisza. Został odkryty przez grupę astronomów z Uniwersytetu Hawajskiego pod przewodnictwem Scotta Shepparda. Zalicza się go do grupy Ananke.
Jest jednym z 23 księżyców Jowisza odkrytych w 2003 roku, po 24 latach od chwili przelotu przez system tej planety sondy Voyager 2. Do 2019 roku nosił oznaczenie tymczasowe S/2003 J 3, jego nazwa została wyłoniona w głosowaniu. Mityczna Eufeme była personifikacją dobrej wróżby, pochwały, oklasków i tryumfalnych okrzyków, a przy tym wnuczką Zeusa.